# Francisco Joaquim Ferreira do Amaral

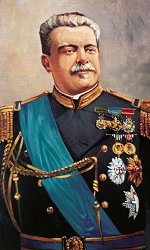
Francisco Joaquim Ferreira do Amaral

Francisco Joaquim Ferreira do Amaral (* 11. Juni 1843 in Lissabon; † 11. August 1923) war ein portugiesischer Militär und Politiker aus der Endphase der konstitutionellen Monarchie. Er war vom 4. Februar 1908 bis 26. Dezember 1908 portugiesischer Regierungschef und stand einer von König Emanuel II. ernannten überparteilichen Regierung vor.

## Leben
Ferreira do Amaral gehörte der Marine an, wo er den Dienstgrad eines Admirals erreichte. Bereits sein Vater war Militär und Gouverneur von Macau. 1882 bis 1886 war er Gouverneur von Angola, danach Gouverneur von Portugiesisch-Indien. 1892 bis 1893 war er Marine- und Überseeminister, 1893 kurzzeitig auch Außenminister seines Landes.
Ferreira do Amarals Vorgänger im Amt des Ministerpräsidenten, João Franco, hatte versucht, die immer stärker werdenden republikanischen Tendenzen im Lande und den allgemeinen Aufstand gegen die Monarchie mit harter Hand zu bekämpfen, und regierte autoritär, mit königlichen Dekreten, ohne Mitwirkung des Parlaments. Diese Politik führte dazu, dass der Ministerpräsident und auch König Karl I. im Volk immer unbeliebter wurden. Schließlich kam es am 1. Februar 1908 zu einem folgenschweren Attentat, bei dem der König und sein Thronfolger Ludwig Philipp getötet wurden. Der neue König, Emanuel II., der der autoritären Politik João Francos eine Mitschuld am Tode seines Vaters und Bruders gab, entließ diesen unmittelbar nach seiner Thronbesteigung und ernannte Ferreira do Amaral zum Ministerpräsidenten. Dieser bekam vom König die Aufgabe, die erhitzte innenpolitische Situation durch eine liberale Politik zu beruhigen. Die von Ferreira do Amaral geführte Regierung wurde deshalb auch „Regierung der Beruhigung“ (auf Portugiesisch governo da acalmação) genannt, da sie die meisten der gegen die Republikaner gerichteten Gesetze João Francos wieder aufhob.
Nach Ende der Monarchie und Ausrufung der Republik schloss er sich der Demokratischen Partei (PD) von Afonso Costa an.
| Vorgänger   | Amt                               | Nachfolger                        |
| ----------- | --------------------------------- | --------------------------------- |
| João Franco | Premierminister von Portugal 1908 | Artur Alberto de Campos Henriques |

| Personendaten    | Personendaten                                         |
| ---------------- | ----------------------------------------------------- |
| NAME             | Amaral, Francisco Joaquim Ferreira do                 |
| KURZBESCHREIBUNG | portugiesischer Militär und Politiker, Regierungschef |
| GEBURTSDATUM     | 11. Juni 1843                                         |
| GEBURTSORT       | Lissabon                                              |
| STERBEDATUM      | 11. August 1923                                       |